# Afrocoelichneumon scopulifer
Afrocoelichneumon scopulifer là một loài tò vò trong họ Ichneumonidae.